# Griffith (Indiana)
Griffith é uma cidade  localizada no estado americano de Indiana, no Condado de Lake.

## Demografia
Segundo o censo americano de 2000, a sua população era de 17.334 habitantes.
Em 2006, foi estimada uma população de 16.484, um decréscimo de 850 (-4.9%).

## Geografia
De acordo com o United States Census Bureau tem uma área de
18,6 km², dos quais 18,6 km² cobertos por terra e 0,0 km² cobertos por água.

## Localidades na vizinhança
O diagrama seguinte representa as localidades num raio de 12 km ao redor de Griffith.